# Unió Esportiva Valls
La Unió Esportiva Valls és un club de futbol català de la ciutat de Valls.

## Història
Els primers clubs dels quals es té constància a la vila de Valls foren el Club Sporting Hispània FC (1914), el Valls FC, el Germans Sant Gabriel i el Regiment de Cavalleria, que desaparegueren en començar els anys vint.
L'any 1922 nasqueren el Valls Deportiu (de la Joventut Nacionalista) i l'Atlètic Vallenc (Secció d'Esports del Centre d'Unió Republicana, que més tard s'anomenà Penya Sempre Avant als anys 30). També durant els anys trenta trobem el Valls Atlètic Club.
A finals dels anys 60 el futbol havia desaparegut a Valls. Alguns jugadors arribaren a un acord amb el CB Valls per formar la secció de futbol del CB Valls el 1969, que s'afilià a la Federació Catalana de Futbol. El 1972 la secció s'independitzà per donar vida al Valls Club de Futbol.
La Unió Esportiva Valls nasqué l'any 1980 en fusionar-se els dos clubs més importants de la ciutat, el Valls CF i el CF Quatre Barres.
El seu èxit històric més recent va ser l'ascens a Tercera Divisió per primera vegada la temporada 2019/20, després d'ascendir com a millor segon a causa de la finalització de la lliga a causa de la pandèmia del COVID-19.

## Temporades
Contant la temporada 2020-21, el club ha militat 1 temporada a Tercera Divisió, 9 temporades a Primera Catalana, 5 a Segona Catalana, 8 a Preferent Territorial, 13 a Primera Territorial i 5 Segona Territorial.
| - 1980-81 1ª Territorial - 1981-82 2ª Territorial - 1982-83 2ª Territorial - 1983-84 2ª Territorial - 1984-85 1ª Territorial - 1985-86 1ª Territorial - 1986-87 1ª Territorial - 1987-88 1ª Territorial - 1988-89 1ª Territorial - 1989-90 1ª Territorial - 1990-91 Preferent Territorial |  | - 1991-92 Preferent Territorial - 1992-93 Preferent Territorial - 1993-94 Preferent Territorial - 1994-95 Preferent Territorial - 1995-96 Preferent Territorial - 1996-97 Preferent Territorial - 1997-98 1ª Catalana - 12è - 1998-99 1ª Catalana - 13è - 1999-00 1ª Catalana - 16è - 2000-01 1ª Catalana - 9è |  | - 2001-02 1ª Catalana - 20è - 2002-03 Preferent Territorial - 2003-04 1ª Territorial - 2004-05 1ª Territorial - 2005-06 1ª Territorial - 2006-07 1ª Territorial - 2007-08 2ª Territorial - 2008-09 2ª Territorial - 1r - 2009-10 1ª Territorial - 2010-11 1ª Territorial |  | - 2011-12 1ª Catalana - 14è - 2012-13 1ª Catalana - 17è - 2013-14 2ª Catalana - 2014-15 2ª Catalana - 9è - 2015-16 2ª Catalana - 3r - 2016-17 2ª Catalana - 2n - 2017-18 1ª Catalana - 17è - 2018-19 2ª Catalana - 1r - 2019-20 1ª Catalana - 2n - 2020-21 3ª Div. - ? |  |  |

## Himne
Amunt, amunt, amunt,
amb la unió esportiva.
Amunt, amunt, amunt,
amb la unió esportiva Valls.
Aquest és el nostre cant,
aquest és el nostre crit,
perque valls vagi endavant
amb el joc del nostre equip.
Amunt, amunt, amunt
amb la unió esportiva
Amunt, amunt, amunt,
amb la unió esportiva Valls.
Volem ser sempre els primers
el nostre ideal soblim
com els nostres castellers
sempre amunt fins dalt al cim.
Amunt, amunt, amunt,
amb l'unio esportiva.
Amunt, amunt, amunt,
amb la unió esportiva Valls.
Victòria sempre cantem
i el goig nostre poi triunfar
Ens doni tardes de glòria
a l'estadi del Vilar.
Unió esportiva Valls,
amunt, amunt, amunt!,